# Brennstoff

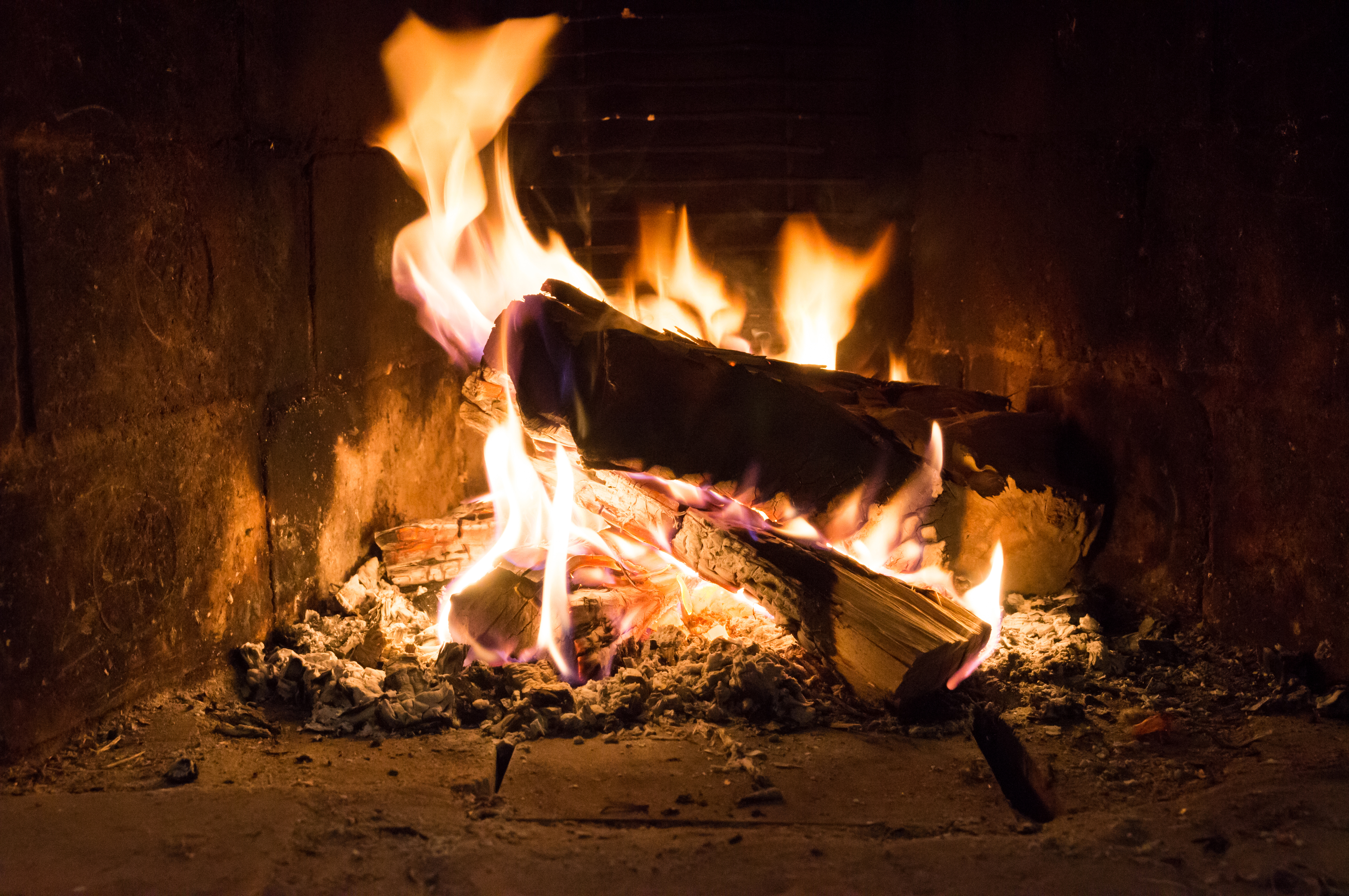
Holzfeuer in einem Kamin

Ein Brennstoff ist ein chemischer Stoff, dessen gespeicherte Energie sich durch Verbrennung in nutzbare Energie umwandeln lässt.

## Einteilung der Brennstoffe
Brennstoffe werden nach verschiedenen Kriterien unterteilt, etwa nach ihrem Aggregatzustand in feste, flüssige und gasförmige Brennstoffe. Je nach Herkunft wird differenziert zwischen natürlichen, veredelten, synthetischen oder rezenten und fossilen Brennstoffen. Brennstoffe können organischer Natur sein, wie Erdöl, Erdgas oder Kohle, oder anorganischer Natur wie Wasserstoff oder Kohlenstoffmonoxid.
Nach Art der Energiefreisetzung werden Brennstoffe unterteilt in chemische Brennstoffe, die durch Oxidation thermische Energie freisetzen und elektrochemische Brennstoffe, die zum Beispiel in Brennstoffzellen zur Stromerzeugung dienen.
Die Qualität eines Brennstoffes wird durch den Heizwert oder den Brennwert beschrieben. Der Heizwert beschreibt dabei den Energieinhalt eines Brennstoffes ohne Berücksichtigung der Kondensationsenthalpie des bei der Verbrennung gebildeten Wasserdampfes, der Brennwert dagegen berücksichtigt diese. Darum ist der Brennwert eines wasserstoffhaltigen Brennstoffs um diesen Energiebetrag größer als sein Heizwert. 
Fossile Brennstoffe sind meist über lange, oft Millionen von Jahren dauernde, bio- und geochemische Prozesse entstanden. Die festen Brennstoffe unterlagen dabei einer Inkohlung, der Anreicherung von Kohlenstoff in durch Erdschichten abgeschlossene organische Masse. Die beiden Hauptschritte der Inkohlung sind der Übergang von organischer Masse, die meist aus höheren Pflanzenarten wie Hölzern oder Farnen bestand, zur Braunkohle und der weitere Übergang der Braunkohle zur Steinkohle. Als Ursprung des Erdöls werden niedere Meerestiere und Pflanzen vermutet. Die gesamten bestehenden Brennstoffvorräte nennt man Ressourcen. Diese unterteilen sich in vermutete und nachgewiesene Ressourcen. Nachgewiesene Ressourcen unterteilen sich weiter in abbaubare und vermutlich nicht abbaubare Ressourcen. Ist der technische Abbau einer Ressource gesichert, wird diese Ressource Reserve genannt. Der Energiegehalt fester fossiler Brennstoffe wird oft in sogenannten Steinkohleeinheiten (SKE) angegeben.

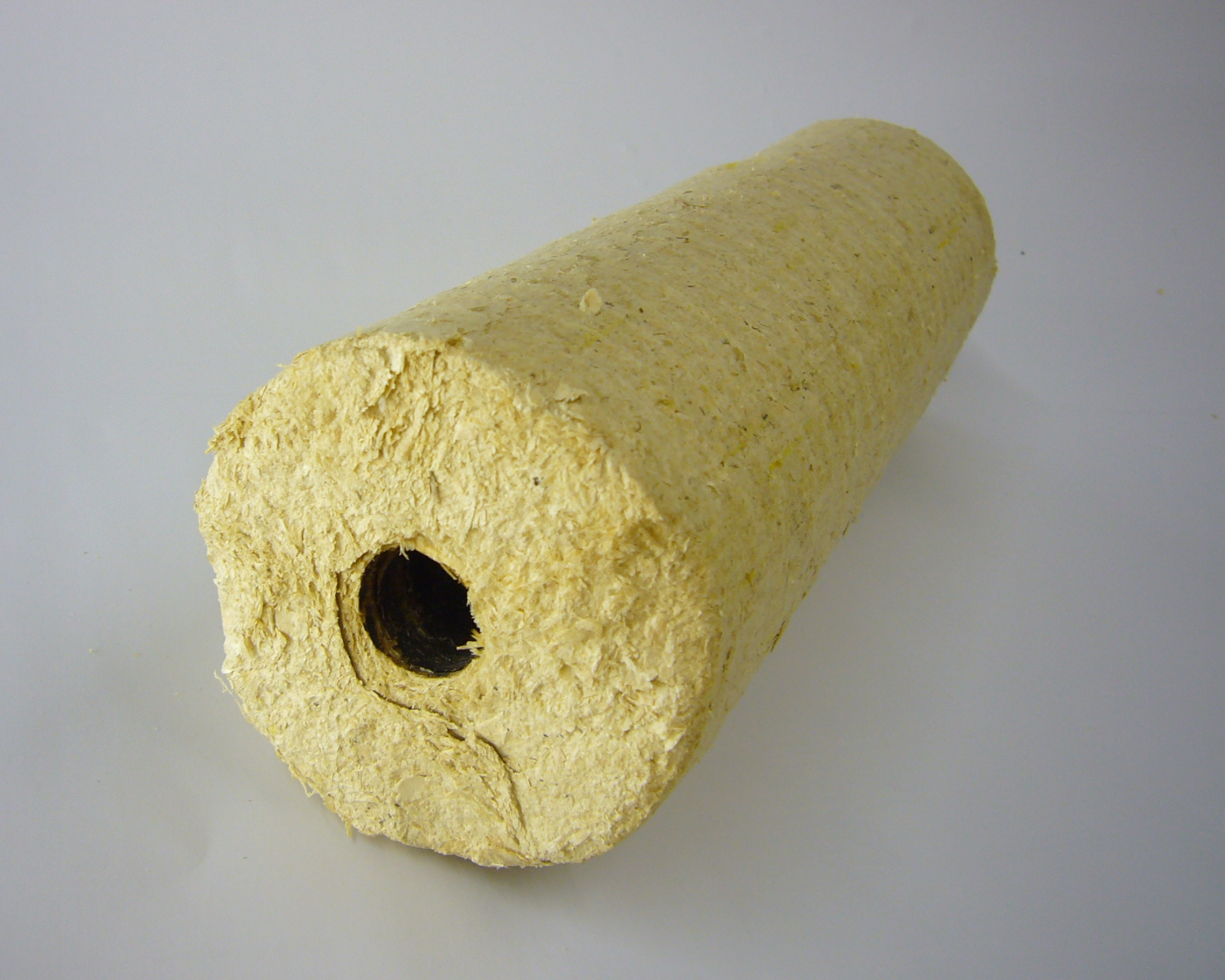
Holzbrikett in runder Form

 Davon unterschieden werden heute nachwachsende Rohstoffe, das sind regelmäßig nachproduzierbare Ressourcen (biogene Brennstoffe wie Holz, Biokraftstoffe, Biogas).

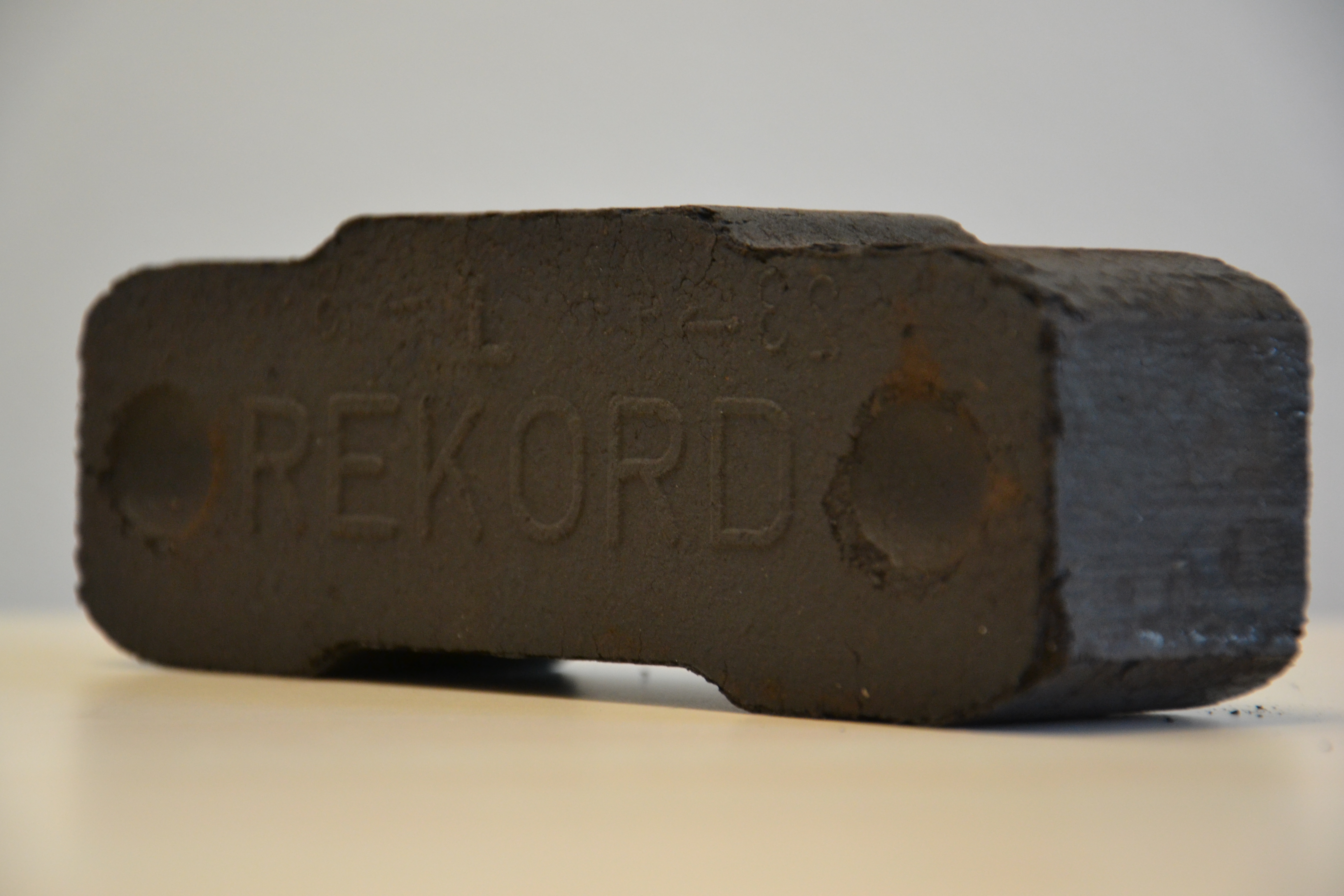
Rekord-Brikett, eine Braunkohle als stapelbarer Bündelstein

Kernbrennstoffe, wie angereichertes Uran und Plutonium, die durch Kernspaltung oder wie Deuterium und Tritium, die durch Kernfusion Energie freisetzen können, gehören ebenfalls nicht zu den fossilen Brennstoffen.

### Aggregatzustand und Verwendung

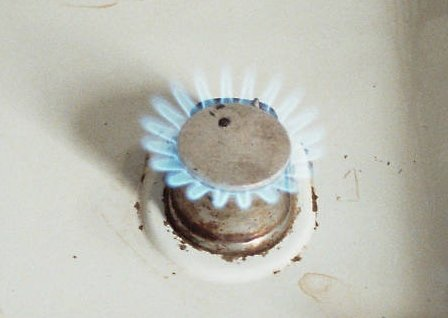
Brennendes Erdgas

Brennstoffe kommen in allen drei klassischen Aggregatzuständen (fest, flüssig und gasförmig) zum Einsatz. Sie werden verschiedensten Verwendungszwecken zugeführt.
- Festbrennstoffe, wie vor allem Steinkohle, Braunkohle und Holz, dienen heutzutage in erster Linie der Erzeugung von elektrischem Strom im Dampfkraftwerk. Daneben werden Festbrennstoffe für die Verfahrenstechnik und die Erzeugung von Metall bei der Verhüttung von Eisen und Stahl benötigt. Die Bedeutung für die Beheizung von Gebäuden ist nur noch gering. Der Energiegehalt wird in Steinkohleeinheiten (SKE) angegeben.
- Flüssigbrennstoffe wie verschiedene Erdölderivate (Benzin, Diesel, Heizöl) und Biokraftstoffe haben einen erheblichen Anteil im Verkehrswesen und zur Heizung von Gebäuden. Weiterhin dienen sie als Rohstoff für Produkte in der chemischen Industrie. Der Energiegehalt wird in Öleinheiten (ÖE) angegeben.
- Gasförmige Brennstoffe wie Erdgas und Biogas werden hauptsächlich zur Gebäudebeheizung und zur Stromerzeugung genutzt. Sie werden in der chemischen Industrie ebenfalls als Brenn- und Rohstoff verwendet. Erdgas wird auch in kleineren und mittleren Dampfkesselanlagen zur Erzeugung von Wasserdampf verfeuert. Der Energiegehalt wird in kWh/kg angegeben.

## Brennstoffpreise

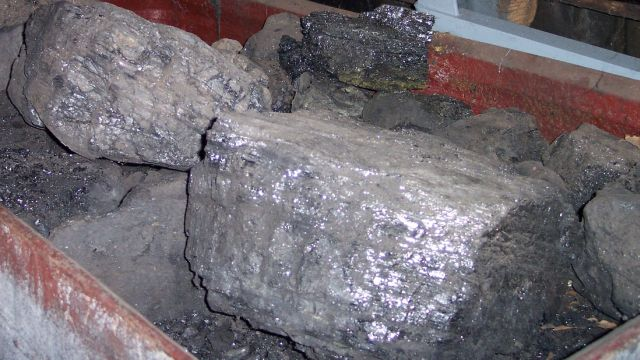
Steinkohle

Der Weltmarktpreis für Brennstoffe schwankt aufgrund vieler Faktoren. Gemessen an der Steinkohleeinheit schwankte der Preis im Zeitraum von 1970 bis 2004:
- bei Erdöl um 900 Prozent
- bei Steinkohle um 200 Prozent

Die Preise für die wichtigsten Brennstoffe haben einen erheblichen Einfluss auf die nationalen Volkswirtschaften. Stark steigende Preise können zum Beispiel eine bereits vorhandene Inflation verstärken.

## Brennstoffbedarf
Die Bestimmung des Brennstoffbedarfes ist erforderlich, um Bestell- oder Lagermengen zu bestimmen, die Verbrauchskosten zu schätzen und um Vergleichsrechnungen mit anderen Energieträgern oder Technologien zu erstellen. Das gilt gesamtwirtschaftlich ebenso wie für eine einzelne Feuerungsanlage respektive Verbraucher, seien sie ortsfest installiert oder mobil.
Der Brennstoffbedarf ist unter anderem abhängig von: Leistung der Anlagen, Wirkungsgrad, Laufzeit, Brennstoffart, und speziellen Faktoren wie Regelung und Steuerung.

## Nationales

### Deutschland
Die meisten der in Deutschland verwendeten Brennstoffe müssen importiert werden. Dieses gilt in erster Linie für die flüssigen und gasförmigen Brennstoffe, da Mitteleuropa auf diesem Gebiet nur geringe eigene Ressourcen besitzt. Feste natürliche Brennstoffe werden dagegen in diesem geographischen Gebiet als Bodenschatz in größeren Mengen gefördert, wobei die bei der Förderung anfallenden Kosten durch Subventionen unterstützt werden, um den heimischen Brennstoff gegenüber den auf dem Weltmarkt gezahlten Preisen konkurrenzfähig halten zu können.

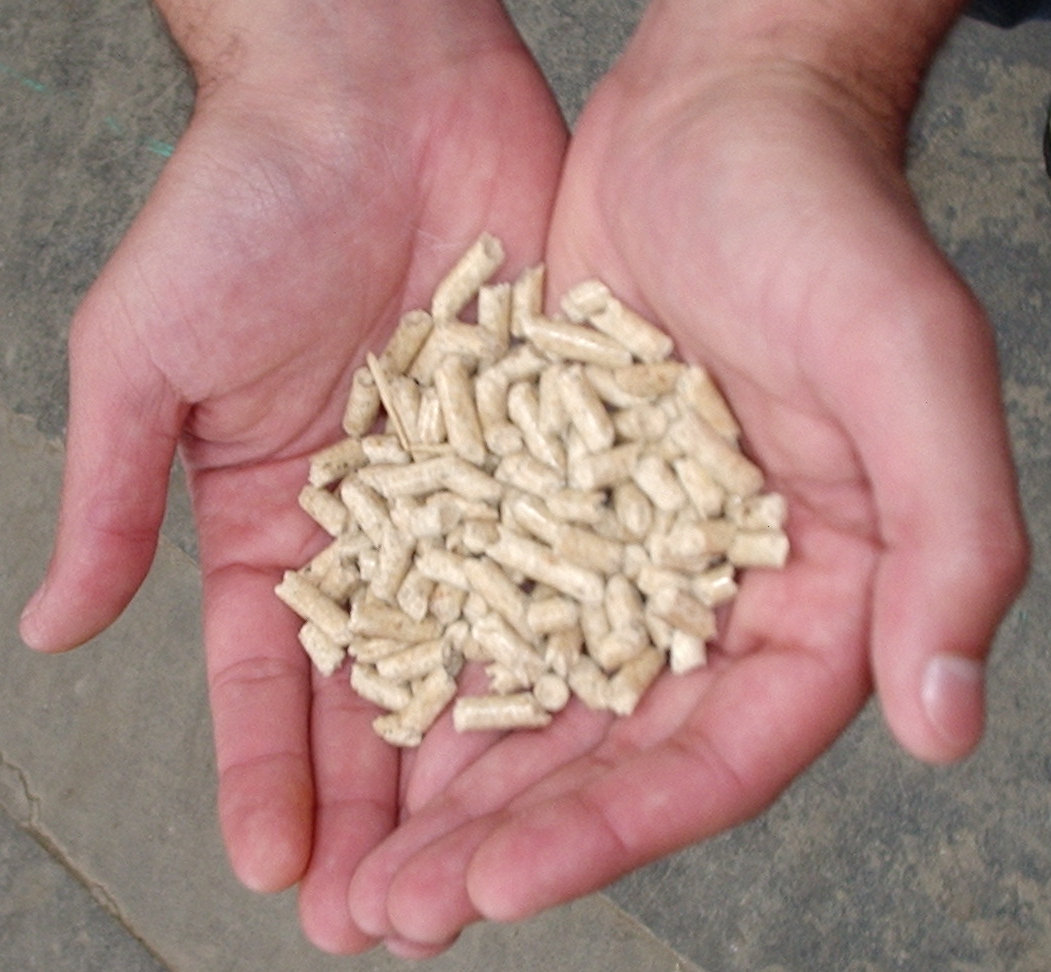
Holzpellets

Die Bereitstellung von Brennstoffen aus nachwachsenden Rohstoffen (biogene Brennstoffe) hat für die Energiewirtschaft und den Verkehrssektor eine wachsende Bedeutung. Im Jahr 2009 wurden 5,5 Prozent der in Deutschland benötigten Endenergie durch biogene Brennstoffe (als Bioenergie) bereitgestellt. Damit machen sie rund zwei Drittel der erneuerbaren Energien (insgesamt 10,1 Prozent) aus. Den überwiegenden Teil der Bioenergie macht Wärme aus. Das Gesamtpotential der Bioenergie in Deutschland ist jedoch begrenzt, so dass nur ein Teil des Energiebedarfs durch sie gedeckt werden kann.